# 受胎告知 (ティツィアーノ、サン・ロッコ大同信会)
『受胎告知』（じゅたいこくち、伊: L'Annunciazione, 英: The Annunciation）は、イタリアのルネサンス期のヴェネツィア派の巨匠ティツィアーノ・ヴェチェッリオが1535年ごろに制作した絵画である。油彩。『新約聖書』で言及されている大天使ガブリエルによる聖母マリアへの受胎告知を主題としている。いくつか知られているティツィアーノの受胎告知の作例の1つであり、ヴェネツィアのサン・ロッコ大同信会のメンバーであった弁論家・法律家メリオ・ダ・コルトーナによって同信会に遺贈された。現在も同信会に所蔵されている。

## 作品

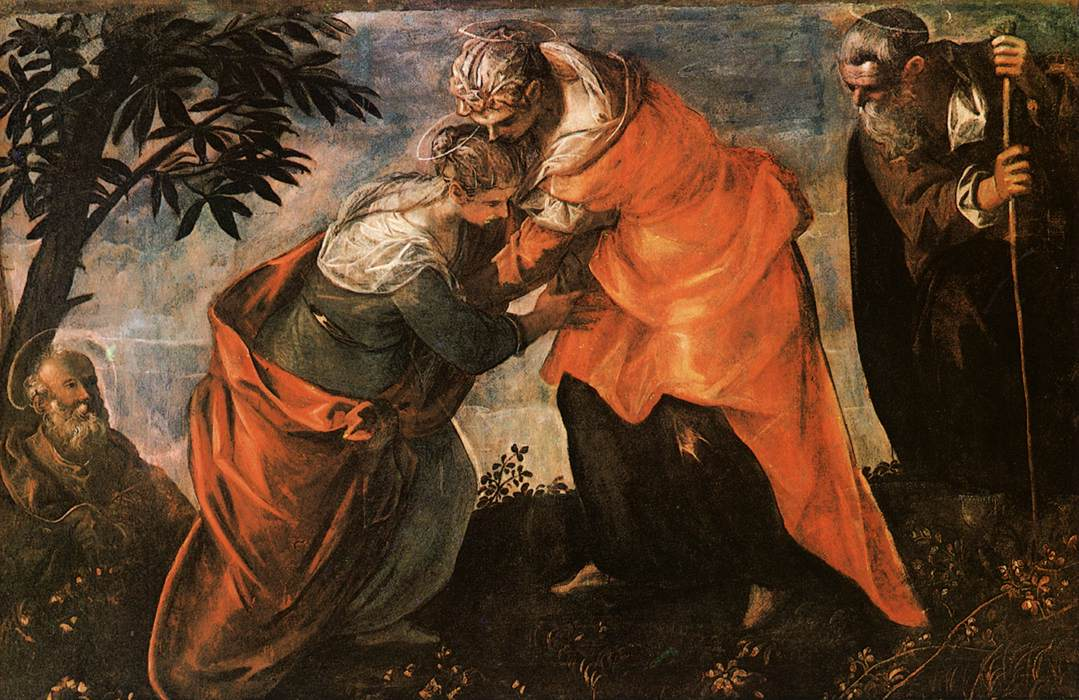
ティントレットの『聖母のエリザベト訪問』。後に本作品の対として制作された。サン・ロッコ大同信会所蔵。

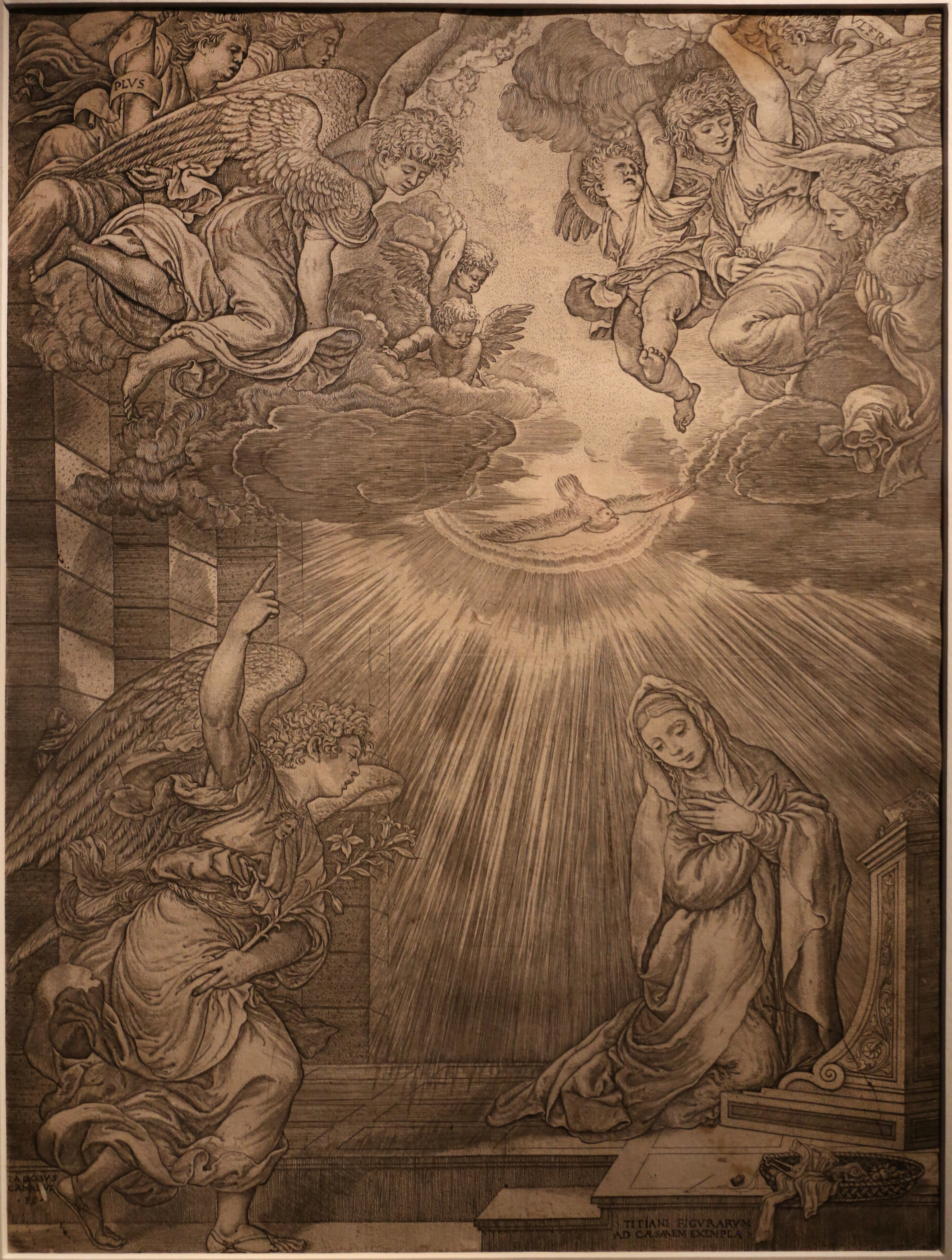
サンタ・マリア・デリ・アンジェリ教会のために1537年に制作されたティツィアーノの『受胎告知』。この作品は現在は失われているが、ヤコポ・カラリオの版画でその構図が残されている。

ティツィアーノは大理石の欄干と石柱の列で構成された開放的な建築物の中で展開される受胎告知の場面を描いている。大天使ガブリエルは古典的な衣装をまとい、煙のような雲とともに建築の中に舞い降り、神の子を産むであろうことを告知している。大天使のすぐ斜め上には白い鳩の形をした聖霊が飛翔しており、聖霊から照射された光線が2人の間を走っている。聖母はそれまで書見台に置かれた書物を読んでいたが、今は跪いて、胸の前で腕を組み、視線を下に向けている。書見台のそばには、アカアシイワシャコ（アカアシヤマウズラ）が留まり、林檎の果実と裁縫かごが置かれている。背景には緑豊かな木々とティツィアーノの故郷ピエーヴェ・ディ・カドーレを思い起こさせる遠くの山々の風景が広がり、欄干によって隔てられている。
構図は非常にシンプルで、画面の両端に大天使ガブリエルと聖母マリアの姿を際立つ形で配置し、背景を建築学的要素とその向こうに広がる風景で構成している。
書見台のそばに描かれた静物画はいずれも象徴的な意味があると指摘されている。林檎の果実はアダムとイヴの禁断の果実を表す典型的なものであり、これを描くことにより「ノヴァ・エヴァ」（nova Eva, 新しいイブ）としての聖母の役割を暗示している。アカアシイワシャコはオスが繁殖期に発する求愛の鳴き声で子を宿すと信じられており、中世以降、天使の告知を通じて受肉するキリストの象徴と見なされた。裁縫かごはビザンチン時代に人気があった初期の図像の1つである、エルサレム神殿の新しいカーテンのために糸を紡ぐ聖母の描写を表している。
ティツィアーノへの帰属は疑問視されたこともあったが、現在は異論なく受け入れられている。制作年代は様式的には1530年代後半、ムラーノ島のサンタ・マリア・デリ・アンジェリ教会のために1537年に制作したティツィアーノの失われた『受胎告知』の直後の作品と考えられている。
額縁には寄進者の紋章があり、豪華な彫刻と鍍金が施されている。

## 来歴
絵画は1555年にサン・ロッコ大同信会のメンバーであった弁論家・法律家メリオ・ダ・コルトーナによって遺贈された。絵画はサラ・デッラルベルゴの間（Sala dell’Albergo）で飾ることを求められ、1567年までにサラ・デッラルベルゴの間の扉の上に設置された。1582年には階段のアーチの上に設置され、その数年後、もう一方の階段に本作品と対となる形でティントレットの『聖母のエリザベト訪問』（La Visitazione）が制作・設置された。絵画は第一次世界大戦中の1915年に安全のため撤去され、最近まで上の広間の祭壇の近くに展示されていたが、現在は元の位置に戻されている。1989年から1990年の修復により汚れと茶色の塗り直しが除去されたが、青かった聖母のマントは修復不能なほとんど黒に近い暗い色彩に変化した。

## 影響

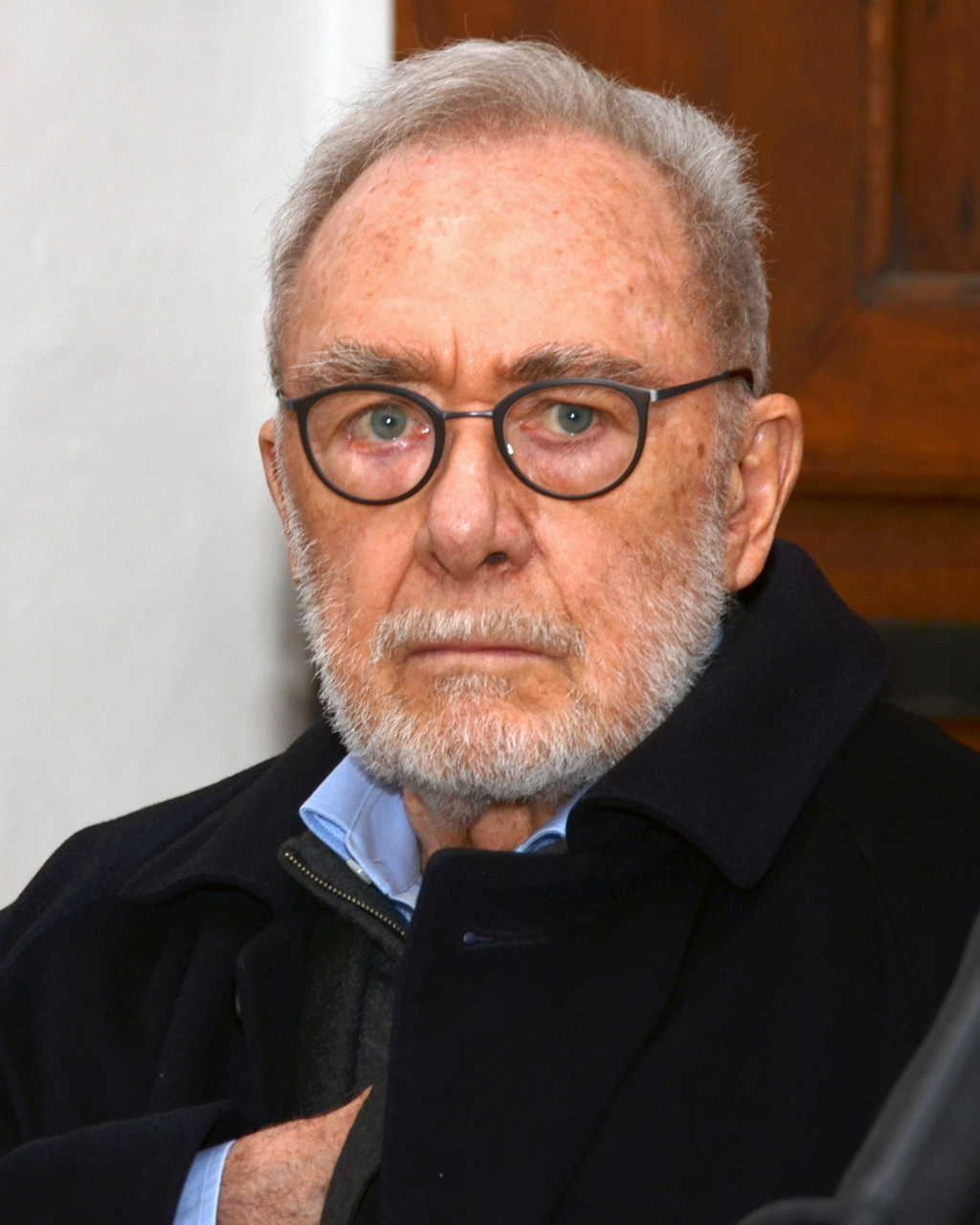
抽象画家ゲルハルト・リヒター。2017年撮影。

本作品はドイツを代表する抽象画家ゲルハルト・リヒターに影響を与えたことでも知られる。西ドイツ時代の1972年、ゲルハルト・リヒターはヴェネツィア・ビエンナーレに参加し、最も有名な連作絵画の1つ『48の肖像』（48 Portraits）を発表した。その際にサン・ロッコ大同信会を訪れ、本作品を見て感銘を受けた。翌年、帰国したゲルハルト・リヒターは、本作品に基づいて5点の『ティツィアーノに倣った受胎告知』（Annunciation After Titian）を制作した。これは彼が美術史に残る名画を模倣した唯一の作品となった。構図はティツィアーノに基づいているものの、ティツィアーノの筆致は融解し、霧に包まれたようなぼやけた画面となっている。
2018年、マントヴァのテ離宮で「ティツィアーノ/ゲルハルト・リヒター 地上の天国」（Tiziano/Gerhard Richter. Il Cielo sulla Terra）展が開催され、サン・ロッコ大同信会およびカポディモンテ美術館所蔵のティツィアーノの『受胎告知』と、ゲルハルト・リヒターの『ティツィアーノに倣った受胎告知』が展示された。

## 修復
2018年の「ティツィアーノ/ゲルハルト・リヒター 地上の天国」展に先立ち、セーブ・ヴェネツィアによって科学的な調査と控えめな保全修復が行われた。これにより絵画の表面が黒く変色したワニスの層で覆われていること、また特に聖母の青いローブと聖母の奥の暗い風景の領域で、古い修復の上塗りが変色し、外観を損なっていることが明らかになった。本格的な修復は展覧会後の2021年に行われ、古いワニスと上塗りを除去することにより、本来の色彩の可読性と、人物、建築物、風景の間の遠近感の三次元性が回復された。

## ギャラリー
設置された絵画

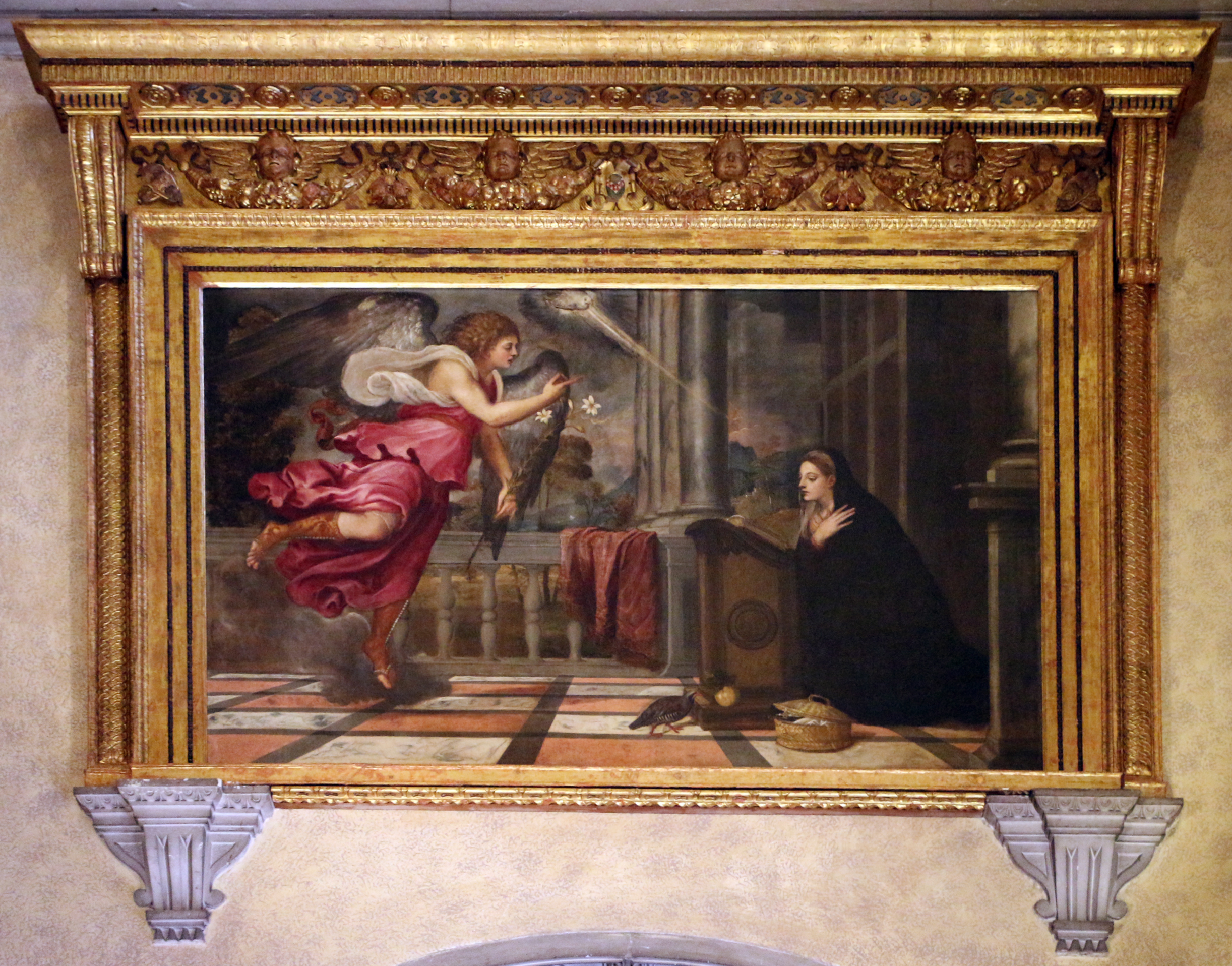
ティツィアーノ・ヴェチェッリオ『受胎告知』1535年ごろ
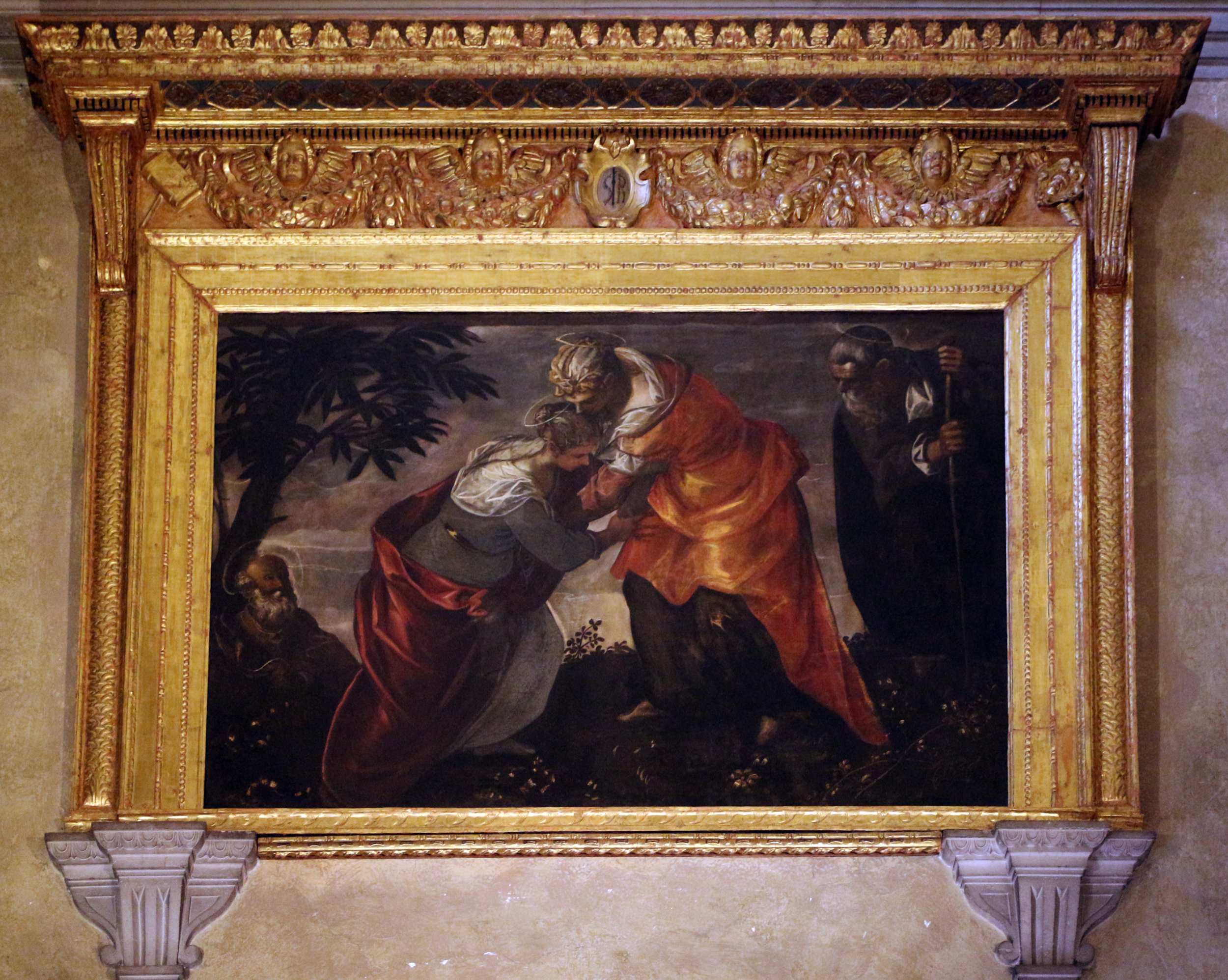
ティントレット『聖母のエリザベト訪問』1588年ごろ

ティツィアーノの他の作例

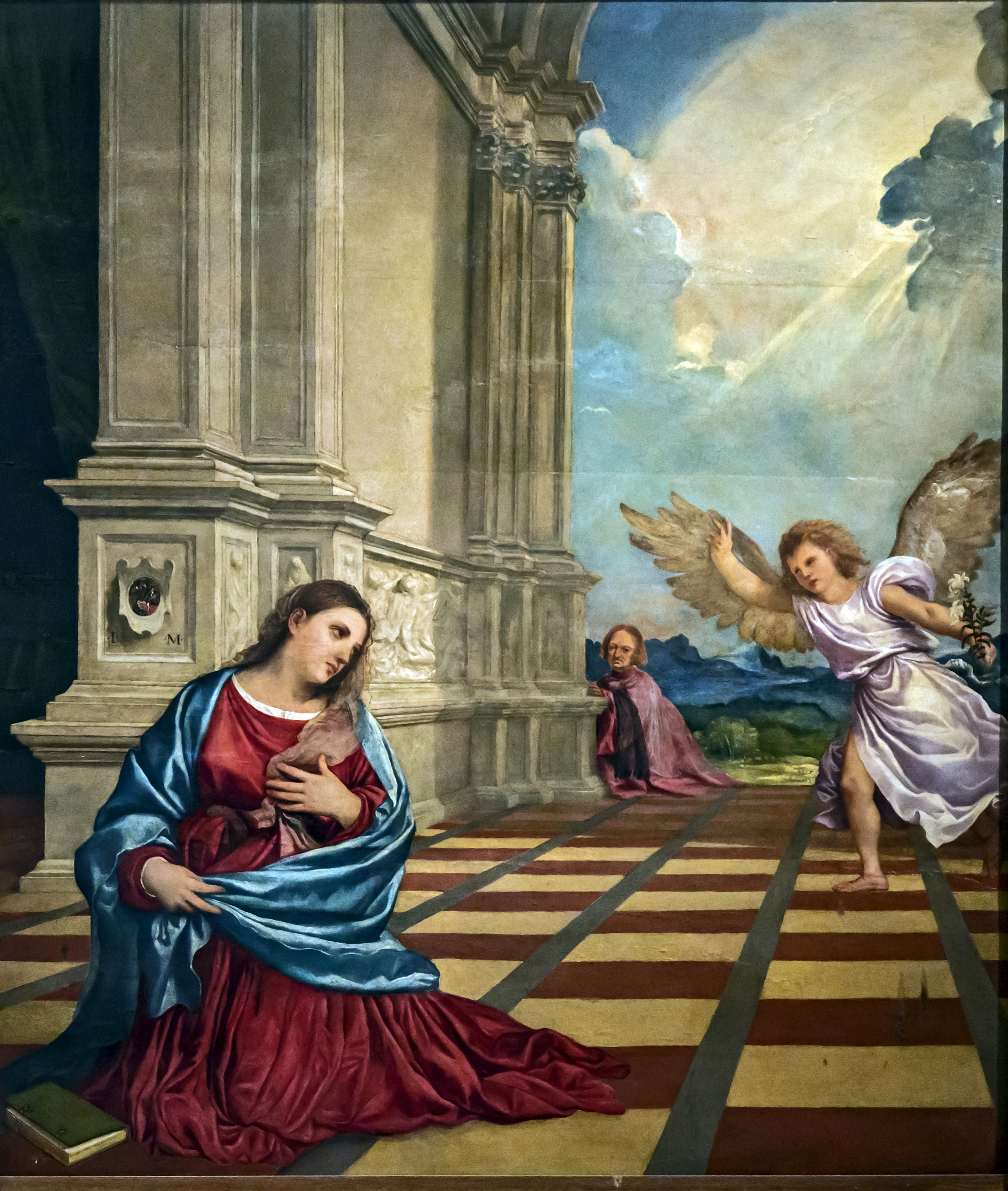
『受胎告知』1519年から1520年の間 トレヴィーゾ大聖堂（英語版）所蔵
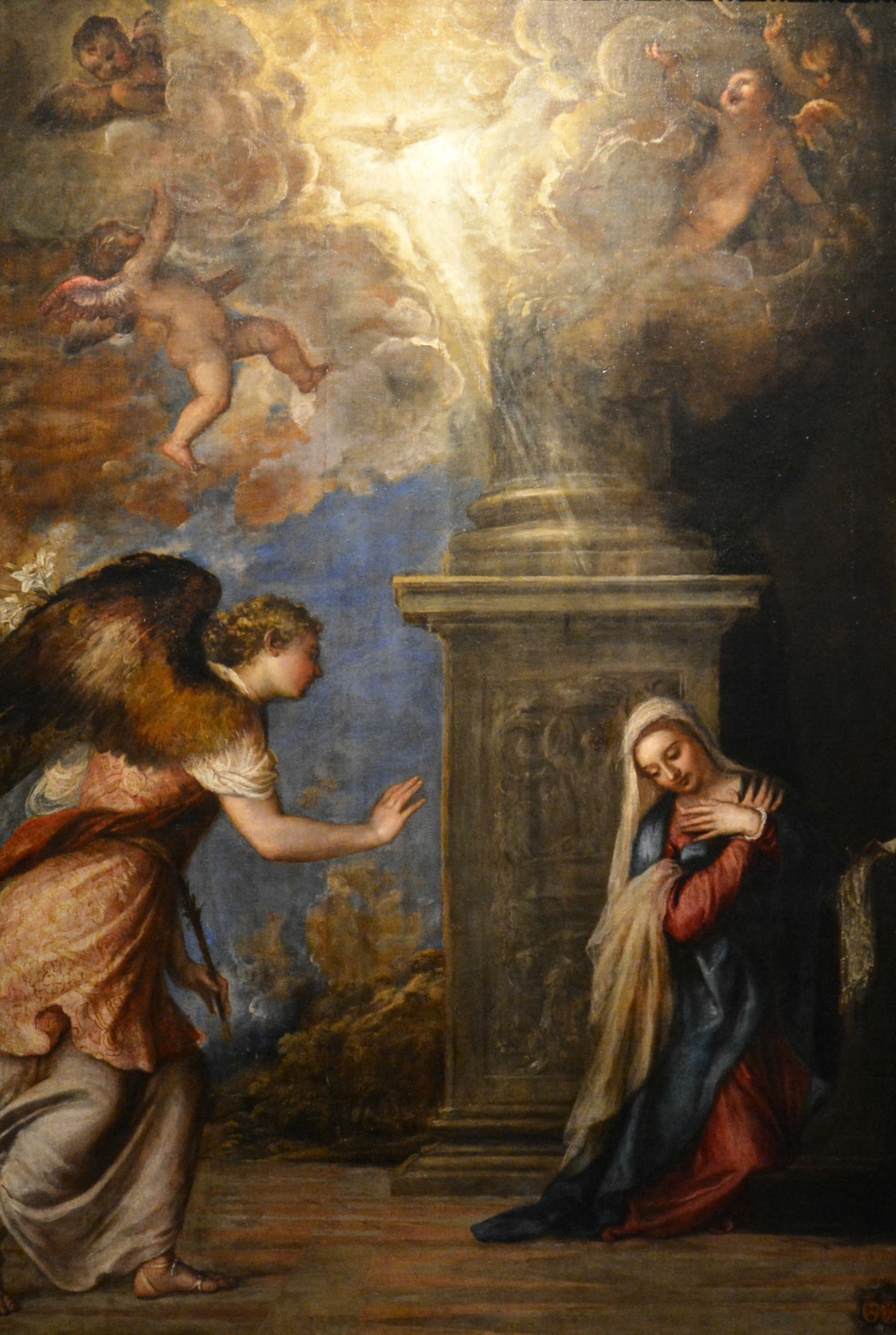
『受胎告知』1557年ごろ カポディモンテ美術館所蔵
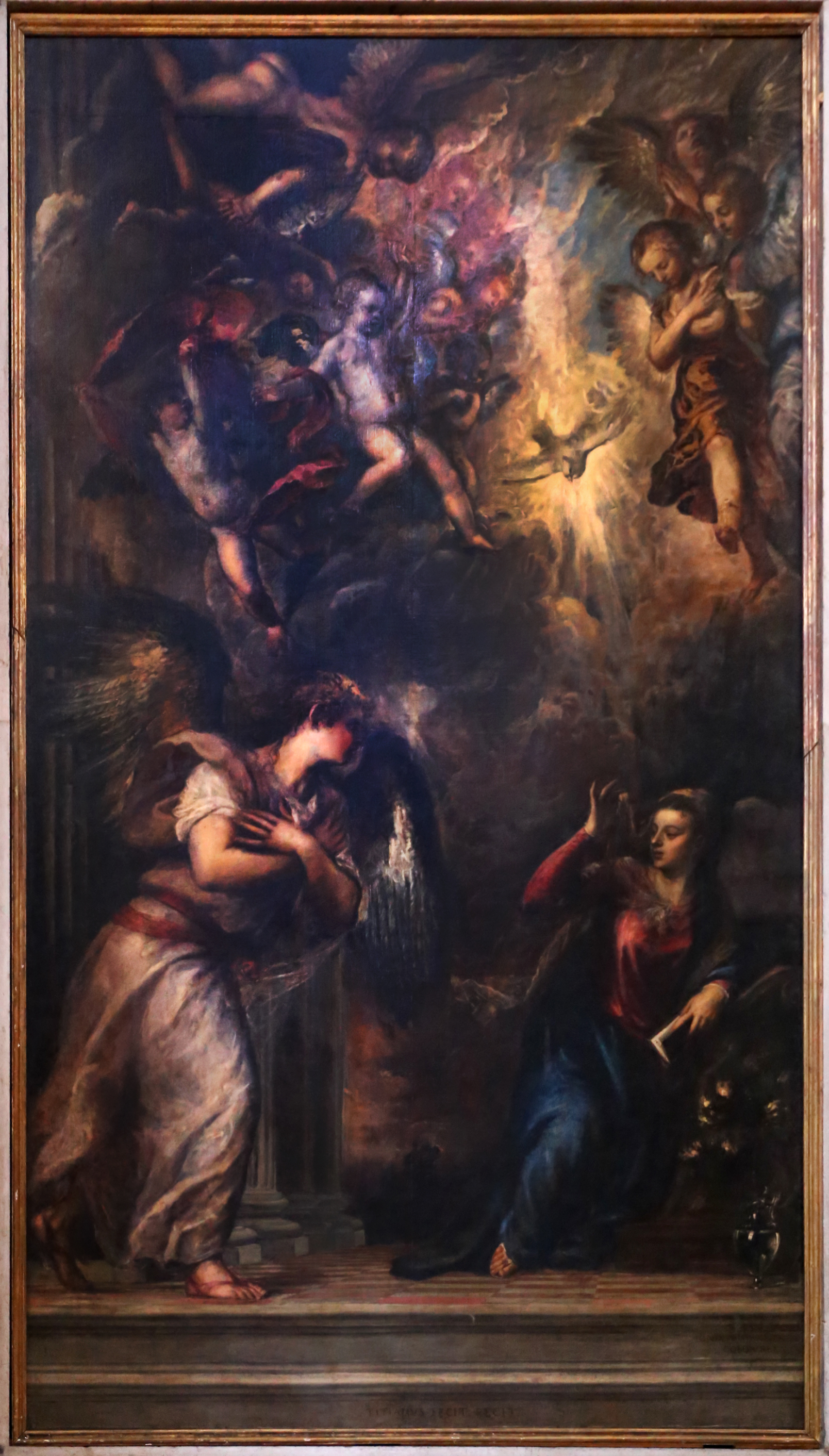
『受胎告知』1559年から1564年の間 サン・サルバドール教会（英語版）所蔵